# Oplomochlion

Operationes chirurgicae, 1685 (Bildtafel 1672). Eine Fabrizio zugeschriebene Gliederpuppe

In einigen Ausgaben der Opera chirurgica des Girolamo Fabrizio finden sich zwei Kupferstiche einer aus zahlreichen Metallteilen nachgebildeten menschlichen Hohlform mit fraglicher Gelenkbeweglichkeit. Auf einem Textband steht ΟΠΛΟΜΟΧΛΙΟΝ – Parte antica („Vorderansicht“) bzw. ΟΠΛΟΜΟΧΛΙΟΝ – Parte postica („Rückansicht“). Die Gestalt wird später „Der Eiserne Mann“ (The Iron Man) oder „Der gepanzerte Mann“ (The armoured man) genannt, da sie entfernt an eine Ritterrüstung erinnert.
Das Wort ΟΠΛΟΜΟΧΛΙΟΝ (im Griechischen Neutrum), in Minuskeln ὁπλομοχλίον, hoplomochlíon, ist ein griechischer Neologismus, der sich aus den Worten altgriechisch ὃπλον hoplon, u. a. „schwere Waffen, Rüstung“, auch: „Werkzeug für einen bestimmten Tätigkeitsbereich (z. B. Schmiedewerkzeug)“ und altgriechisch μοχλίον mochlíon „kleiner Hebel, Riegel“ (vgl. auch altgriechisch μοχλικόν mochlikón „das Buch vom Einrenken (‚Einhebeln‘) der Knochen“) zusammensetzt und schwer durch einen einzigen Begriff zu übersetzen ist.

## Veröffentlichungen
Schon in der ersten Ausgabe der Operationes chirurgicae (1617) äußert Fabrizio die Absicht, zu den beschriebenen chirurgischen Manipulationen auch Bilder der Instrumente, die er dazu verwendet, zu veröffentlichen, was zu seinen Lebzeiten aber nie verwirklicht wurde.
Die ersten bildlichen Darstellungen (zwei Tafeln mit chirurgischen Instrumenten ohne Autorenangabe) erschienen in der Ausgabe von 1641 und erst 1647, also lange nach seinem Tod, die erste Darstellung des Oplomochlion. In dieser Ausgabe findet sich im unteren Teil der Parte antica ein Spruchband mit der Verlegerangabe Apud Francescam Bolzettam. Superiorum permissu & privilegio („[Verlegt] bei Franciscus Bolzetta. Mit Erlaubnis und Privileg der höheren [Behörden]“) und dem römischen Datum An[no Domini] CIↃIↃCXLVIII („Im Jahre [des Herrn] 1648[sic!]“). Das Werk erschien aber schon 1647 (siehe Titelseite).
Auf den Tafeln der chirurgischen Instrumente und denen des Oplomochlions sind folgende Personen genannt: Auf dem Spruchband der Parte postica steht der Name Angelus Carlescus Pordenonensis, inventor Patauii („Angelus Carlescus, Pordenonenser, Erfinder aus Padua“). Angelo Carlesco war bekannt als Betreiber einer Werkstatt für chirurgische Instrumente in Padua. Am rechten Unterrand der Tafel Parte antica liest man den Satz Io. Georg. delin[eavit] et scalpsit („Io[annes?] Georg(i) hat [es] skizziert und geritzt/gestochen“). Giovanni Georgi war ein damals in Italien tätiger Kupferstecher.
Am oberen Bildrand der Parte antica steht der Bezug, den die Figur zum Werk des Fabrizio haben soll: Ad Pentateuchi Lib[ri] 5, Cap[ut] 3 etc. Dies ist genau die Stelle des Pentateuchos, von der an er systematisch die „chirurgische“ (das heißt manipulative) Therapie aller Gelenkluxationen beschreibt.
In einigen Nachdrucken und Übersetzungen sind alle Beischriften entfallen, die Schriftbänder Oplomochlion und Parte antica/Parte postica sind neu gestaltet und die Figur selbst erscheint in seitenverkehrter (gespiegelter) Form, sie ist also „abgekupfert“, so z. B. in Wund-Artznei (d. i. Opera Chirurgica (dt.)) Tauber, Nürnberg 1673. oder in Chirurgische Schriften (d. i. Opera Chirurgica (dt.)) Tauber, Nürnberg 1716.

## Rezeption
Eine erste ausführliche Würdigung der Figur. wird von Johannes Scultetus (1621–1680), der das Werk aus dem Lateinischen übersetzt hat, vorgenommen. Er klärt die Etymologie, knüpft zahlreiche, oft seltsame Verbindungen zu antiken Autoren und beschreibt in aller Genauigkeit die Konstruktion des Oplomochlion, das er mit den verschiedensten Namen belegt, u. a. Chirurgischer Kuraß (Harnisch), Chirurgisches Hebzeug (zum Transport immobilisierter Patienten), Kriegerischer Kuraß, Chirurgischer Irrgarten(!) Den Helm nennt er auch einen Philosophischen Gaßget (Pickelhaube). Er sah in ihm einen mit weichen Stoffen „inwendig gefütterten Harnisch, welcher den gantzen menschlichen Cörper und alle dero eusserliche Theile einschliesset und verwahret“, „damit dessen schadhaffte, zerbrochene und verrenckte Gliedmassen wiederumb möchten […] in ihre natürliche Proportion, zu genehmerer Ruhe und besserer Versicherung, auch endlicher Heilung gelangen.“ Außerdem solle er die „bessere[.] Zusammenhaltung der darinnen angebrachten Wunden, Geschwähr und fistulirten Schwächen“ garantieren und den „harten Geschwulsten ab[…]helfen“, womit er dann schließlich als das „instrumentum instrumentorum“, als das ultimative 'chirurgische' Instrument anzusehen sei.
Diese Einschätzung hielt sich bis ins beginnende 20. Jahrhundert, als sich mit den Fortschritten in der Medizin ein schärferer Blick durchsetzte. 1940 definierte A. Pazzini das Oplomochlion als den „orthopädischen Menschen“ und heutige Orthopäden sehen in ihm eine Collage von Orthesen und Prothesen, die eine menschliche Figur nachbilden, wobei Stütz-, Führungs- und Korrektionsapparate der damaligen Zeit im Vordergrund stehen. Als komplettes Exoskelett für einen einzelnen Patienten ist das Gerät wegen seines komplexen Aufbaus sicher nicht verwendbar. Von einem „modernen“ Standpunkt aus betrachtet, kann man in ihm aber durchaus einen primitiven Vorläufer heutiger Roboter erkennen.

## Fakten
Der in zwei Ansichten auf den Kupferstichen abgebildeten Figur des Oplomochlion entspricht einem realen dreidimensionalen Konstrukt unbekannter Größe, das sich in der Werkstatt des Angelo Carlesco befand und dessen Herkunft nicht geklärt werden konnte. Speziell gibt es keine sichere Quelle, die Fabrizio als dessen Urheber identifiziert, zumal die Abbildungen fast eine Generation nach seinem Tod publiziert wurden und es in seinem Werk keine Hinweise darauf gibt, worauf bereits Scultetus in seinem Vorwort hinweist. Trotzdem bleibt es in der Überlieferung untrennbar mit dem Namen Fabrizios verbunden.
Später ging die Figur mit anderen chirurgischen Instrumenten Carlescos in die Sammlung des berühmten Arztes und Naturforschers Antonio Vallisneri über. Diese Sammlung wurde der Universität Padua gestiftet und im 19. Jahrhundert in Einzelobjekte aufgelöst, wobei heute kein einzelner Gegenstand mehr existiert, der als ehemaliger Bestandteil des Oplomochlions gelten kann.